# Glaucina dispersa
Glaucina dispersa là một loài bướm đêm trong họ Geometridae.